# Partito Socialista Unificato (Francia)
Il Partito Socialista Unificato (in francese Parti Socialiste Unifié, PSU) è stato un partito politico socialista francese, fondato il 3 aprile 1960. Fu dapprima guidato da Édouard Depreux (dalla fondazione fino al 1967), e poi da Michel Rocard (1967-1973).

## Storia
Il PSU nacque dalla fusione del Parti Socialiste Autonome (PSA), l'Union de la gauche socialiste (UGS), e dal gruppo che faceva riferimento al giornale Tribune du Communisme. Quest'ultimo proveniva dal Partito Comunista Francese (PCF), lasciato nel 1956 in seguito al conflitto interno provocato dall'invasione sovietica dell'Ungheria. Il PSA e l'UGS erano a loro volta fuoriusciti dalla Sezione francese dell'Internazionale Operaia (SFIO), rifiutando la politica repressiva condotta dal capo del governo Guy Mollet, esponente della SFIO, durante la guerra d'Algeria, e il suo appoggio al ritorno del generale Charles de Gaulle e all'avvento della Quinta Repubblica. I tre gruppi erano già stretti alleati a partire dal 1958. Nel 1961 aderirono al neonato partito Pierre Mendès France, proveniente dal Partito Radicale, e Alain Savary, uscito dalla SFIO per opposizione, così come Mendès France, al ritorno al potere di Charles de Gaulle nel maggio 1958.
Nel 1965 il PSU sostenne, insieme alla SFIO e al PCF, la candidatura di François Mitterrand alle elezioni presidenziali. Al contrario tuttavia degli altri partiti francesi di area socialista, il PSU vide con simpatia le rivolte studentesche del maggio 1968; in seguito rifiutò un'alleanza con Partito Socialista (PS), che era succeduto alla SFIO dopo il 1969, e si dotò di un proprio programma, basato sull'autogestione).
Michel Rocard fu il candidato del PSU alle elezioni presidenziali del 1969, raccogliendo il 3,61% dei voti al primo turno.
Il partito sostenne nuovamente Mitterrand alle elezioni presidenziali del 1974, anche se ciò causò malumori nella sua base; il PSU non sottoscrisse il programma comune di Mitterrand e concordato con i comunisti, e una rilevante porzione del partito, guidata da Michel Rocard e Robert Chapuis, uscì per aderire al rinnovato Partito Socialista, nella speranza di risultare più efficaci come minoranza di sinistra nel PS. Il PSU appoggiò l'autogestione della fabbrica Lip.
Il PSU presentò Huguette Bouchardeau come propria candidata alle elezioni presidenziali del 1981; ottenne l'1,1% dei voti al primo turno. Alle elezioni presidenziali del 1988, il PSU appoggiò (assieme alla LCR) il comunista dissidente Pierre Juquin, che raccolse il 2,1%.
Nel 1989 il PSU si fuse con il movimento di Juquin per dare vita all'Alternative rouge et verte, poi confluito nel gruppo Les Alternatifs. Diversi suoi esponenti preferirono invece aderire ai Verdi francesi.

## Segretari nazionali
- 1960 - 1967: Édouard Depreux
- 1967 - 1973: Michel Rocard
- 1973 - 1974: Robert Chapuis
- 1974 - 1979: Michel Mousel
- 1979 - 1981: Huguette Bouchardeau
- 1981 - 1983: Jacques Salvator
- 1983 - 1984: Serge Depaquit
- 1984 - 1989: Jean-Claude Le Scornet

## Risultati elettorali

### Assemblea nazionale
| Anno | Segretario      | Primo turno | Primo turno | Secondo turno | Secondo turno | Seggi all'Assemblea nazionale |
| Anno | Segretario      | Voti        | %           | Voti          | %             | Seggi all'Assemblea nazionale |
| ---- | --------------- | ----------- | ----------- | ------------- | ------------- | ----------------------------- |
| 1962 | Édouard Depreux | 427 467     | 2,33        | 138 131       | 0,90          |                               |
| 1967 | Édouard Depreux | 495 412     | 2,21        | 173 466       | 0,93          |                               |
| 1968 | Michel Rocard   | 1 037 063   | 4,29        | 144 361       | 0,99          |                               |
| 1973 | Michel Rocard   | 778 195     | 3,27        | 114 540       | 0,49          |                               |